# رومانو می‌چلی
رومانو میچلی (به ایتالیایی: Romano Micelli) بازیکن فوتبال و اهل ایتالیا است که از سال ۱۹۶۵ میلادی عضو تیم ملی فوتبال ایتالیا بوده و در ۱ بازی ملی حضور داشته‌است. او در بازی‌های ملی‌اش گلی به ثمر نرساند.
رومانو میچلی آخرین بازی ملی خود را در سال ۱۹۶۵ میلادی انجام داد.